# 側頭魮
側頭魮（学名：Barbus laticeps）為輻鰭魚綱鯉形目鯉科魮属的其中一個種。被IUCN列為次級保育類動物，分布於非洲坦尚尼亞Wami河流域，體長可達7公分。

## 扩展阅读
維基物種上的相關：側頭魮